# Sungailiat
Sungailiat (chineză: 烈港) este un oraș din Indonezia. Economia se bazează pe extragerea cositorului, agricultură și pescuit.